# Pinna carnea
Pinna carnea är en musselart som beskrevs av Gmelin 1791. Pinna carnea ingår i släktet Pinna och familjen Pinnidae. Inga underarter finns listade i Catalogue of Life.